# Kinzigheimer Hof
Der Kinzigheimer Hof ist eine hessische Staatsdomäne, die aus einer mittelalterlichen Gehöftgruppe hervorgegangen ist. 

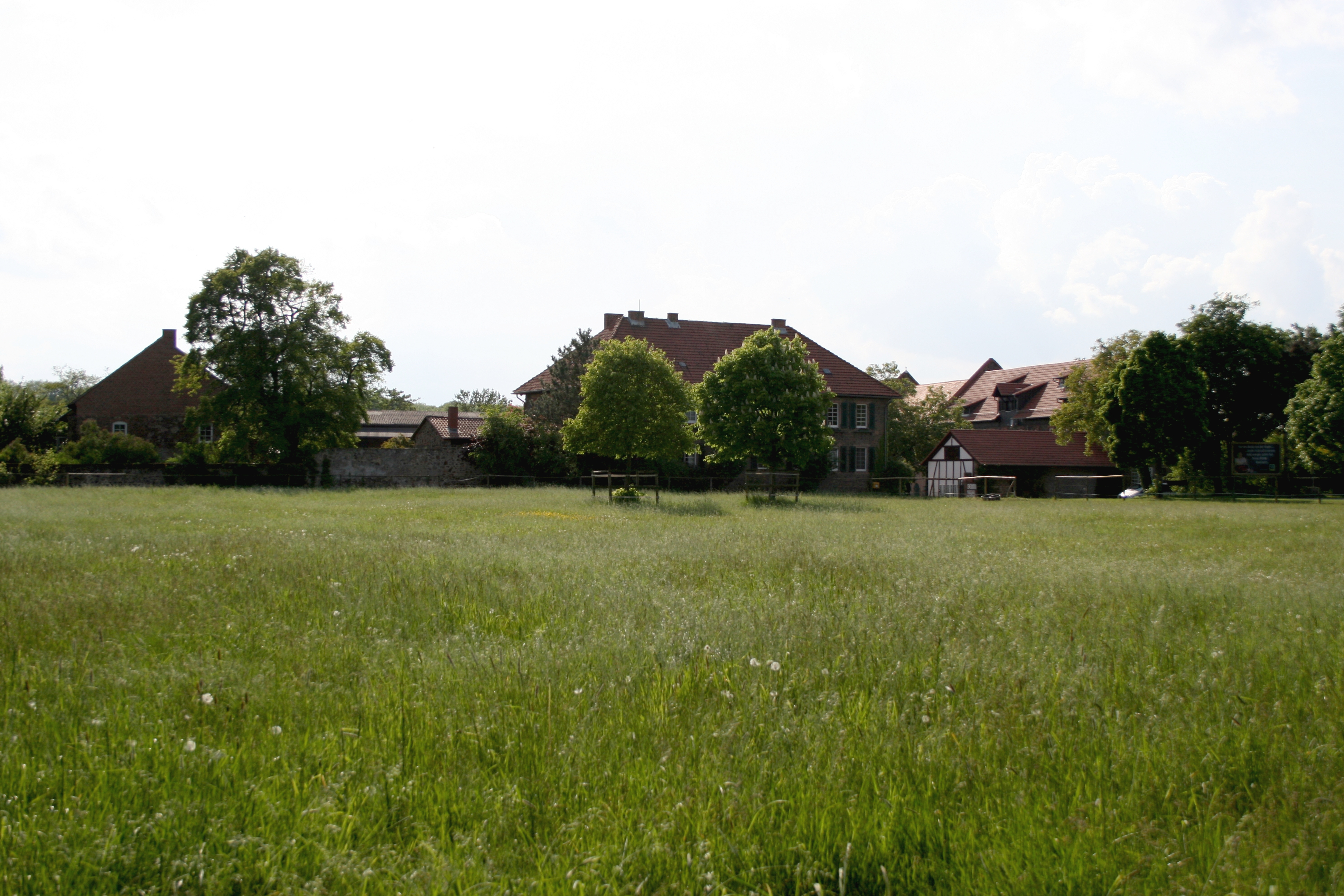
Staatsdomäne Kinzigheimer Hof von Osten 2010.

## Geografische Lage

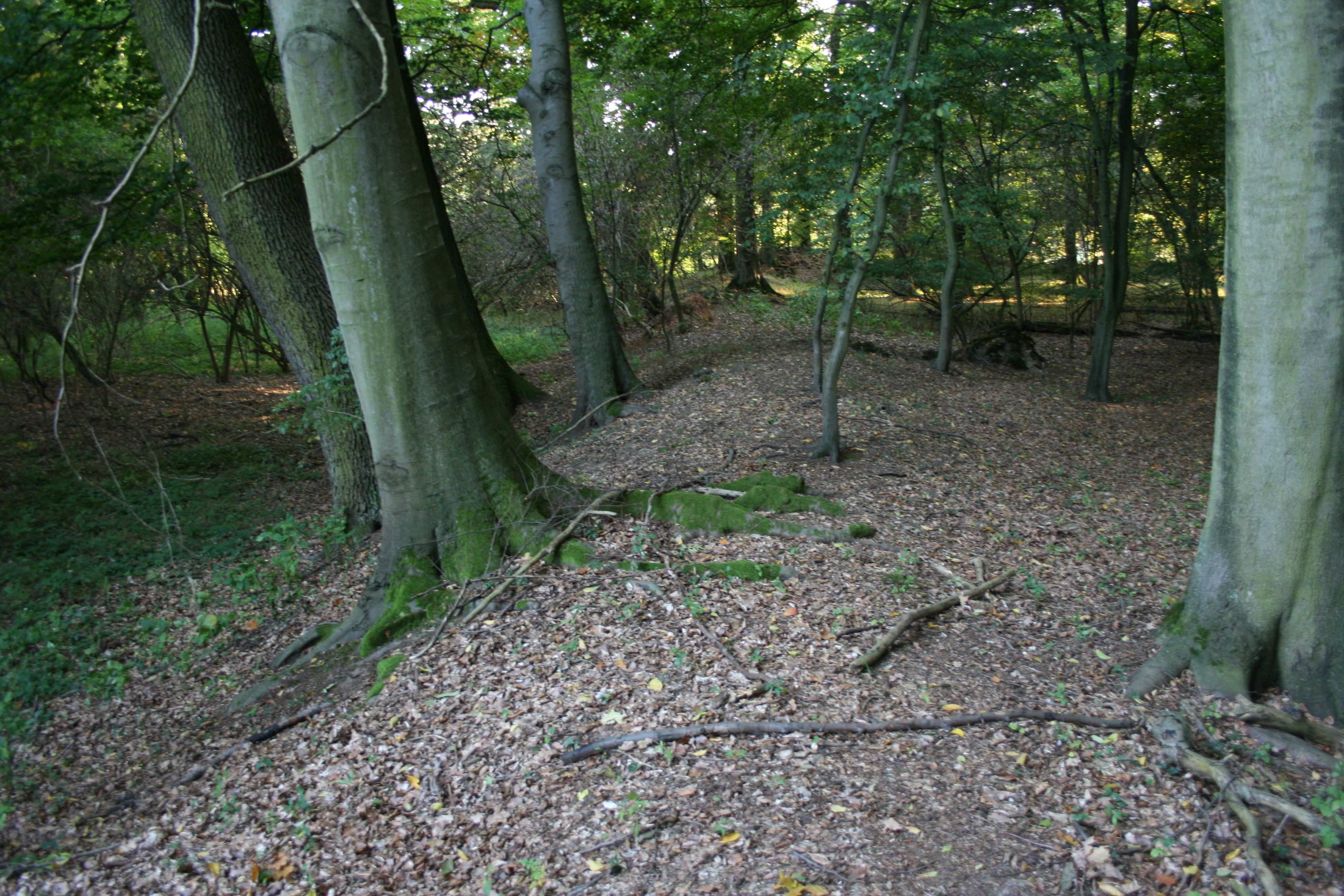
Die Altenburg nahe dem Kinzigheimer Hof.

Der Kinzigheimer Hof liegt in der Gemarkung der Stadt Bruchköbel, ca. 1,5 km südwestlich des Stadtkerns, im Main-Kinzig-Kreis in Hessen, nördlich von Hanau auf einer Höhe von 110 m über NN, am Krebsbach.

## Geschichte
Der Ort weist eine sehr lange Siedlungskontinuität auf, ohne dass bekannt ist, wie weit diese zurückreicht.

### Urgeschichte
Im Umfeld des Kinzigheimer Hofs sind zwei Villae rusticae bekannt.

### Frühes und hohes Mittelalter
Nahe dem Krebsbach wurden zu Beginn des 20. Jahrhunderts mehrere Bestattungen eines fränkischen Reihengräberfeldes entdeckt. Die Funde aus dieser Zeit wurden allerdings im Zweiten Weltkrieg mit den Museumsbeständen des Hanauer Geschichtsvereins zerstört. 600 m südwestlich des Hofes befindet sich die sogenannte Altenburg, eine Wallburg, die nach heutigem Kenntnisstand in das frühe Mittelalter zu datieren ist.

### Spätes Mittelalter
Im späten Mittelalter bestand eine Siedlung mit gleichem Namen, Kenesheim, deren frühest erhaltene Erwähnung aus dem Jahr 1235 stammt. Der Ort gehörte zum Amt Büchertal der Herrschaft Hanau, später der Grafschaft Hanau und dann der Grafschaft Hanau-Münzenberg. Er befand sich im allodialen Besitz der Herren und Grafen von Hanau. Die Siedlung bestand zunächst im Wesentlichen aus einem Hof der Herren von Kensheim, Adelige aus dem Umfeld der Herren von Hanau. Der Hof war vermutlich ein Lehen der Herren von Hanau. Als die Herren von Kensheim 1364 ausstarben, wurden daraus zwei Hanauer Lehnhöfe gebildet. Dazu trat später noch ein dritter Hof, der aus den bei Bruchköbel gelegenen Besitzungen des Klosters Limburg an der Haardt gebildet wurde und nach der Reformation ein kurpfälzisches Lehen war.

### Historische Namensformen
- Kenesheim (1235)
- Kainshem (1237)
- Keinsheim (1259)
- Kynsheim (1392)
- Kintzheimer Hof
- Kinsheimer Hof (1736)
- Kinzigheimer Hof (1781)

### Neuzeit
Nachdem sich diese drei Höfe zunächst in den Händen der Herren von Wasen (älteste erhaltene Erwähnung: 1397), derer von Heusenstamm sowie der Familie Specht von Bubenheim befanden, wurden sie Ende des 16. Jahrhunderts in den Händen der Familie von Lauter vereinigt. 1597 kaufte Graf Philipp Ludwig II. von Hanau alle drei Höfe, die Zustimmung zum Kauf des kurpfälzischen Lehens lag aber erst 1612 vor. 1648 – es besteht nach dem Dreißigjährigen Krieg nur noch ein Hof – schenkte Graf Friedrich Casimir diesen seiner Frau, Gräfin Sibylle Christine von Anhalt-Dessau. 1719 und 1736 wird der Ort nur noch als Kinsheimer, Kintzheimer oder Kinzigheimer Hof genannt, die letztgenannte und heutige Namensform besteht durchgehend seit 1781.
Nach dem Tod des letzten Hanauer Grafen, Johann Reinhard III., 1736 erbte Landgraf Friedrich I. von Hessen-Kassel aufgrund eines Erbvertrages aus dem Jahr 1643 die Grafschaft Hanau-Münzenberg und damit auch das Amt Büchertal und den Kinzigheimer Hof. 1803 wurde die Landgrafschaft Hessen-Kassel zum Kurfürstentum Hessen erhoben. Während der napoleonischen Zeit stand das Amt Büchertal ab 1806 unter französischer Militärverwaltung, gehörte 1807–1810 zum Fürstentum Hanau, und dann von 1810 bis 1813 zum Großherzogtum Frankfurt, Departement Hanau. Anschließend fiel es wieder an das Kurfürstentum Hessen zurück. Nach der Verwaltungsreform des Kurfürstentums Hessen von 1821, im Rahmen derer Kurhessen in vier Provinzen und 22 Kreise eingeteilt wurde, ging das Amt Büchertal im neu gebildeten Kreis Hanau auf. 1866 wurde das Kurfürstentum – und damit auch der Kinzigheimer Hof – nach dem Deutsch-Österreichischen Krieg von Preußen annektiert und bildete nun einen Gutsbezirk. 1928 wurden die Gutsbezirke in Preußen aufgelöst und der Kinzigheimer Hof wurde Bruchköbel zugeordnet.

## Staatsdomäne
Seit 1736 befindet sich der Kinzigheimer Hof im Eigentum des Landes Hessen, unterbrochen von der Zeit preußischer Landesherrschaft von 1866-1945, als er aber auch Staatsdomäne war. Im 19. Jahrhundert gehörte zu der Anlage auch eine Mühle, die aber vor 1920 stillgelegt wurde. 1895 hatte die Domäne 29 Bewohner. Die Hessische Staatsdomäne Kinzigheimer Hof wird heute vorwiegend als Reiterhof genutzt, daneben werden Erdbeeren und Zuckermais angebaut.